# Progressione del record olimpico dei 100 metri piani maschili
La tabella sottostante riporta la progressione del record olimpico nella specialità dei 100 metri piani maschili.
| tempo        | atleta            | luogo             | data              | note            |
| ------------ | ----------------- | ----------------- | ----------------- | --------------- |
| 11"4/5       | Tom Burke         | Atene             | 6 aprile 1896     |                 |
| 11"2/5       | Arthur Duffey     | Parigi            | 14 luglio 1900    |                 |
| 11"2/5       | Walter Tewksbury  | Parigi            | 14 luglio 1900    |                 |
| 10"4/5       | Frank Jarvis      | Parigi            | 14 luglio 1900    | =               |
| 10"4/5       | Walter Tewksbury  | Parigi            | 14 luglio 1900    | =               |
| 10"4/5       | James Rector      | Londra            | 20 luglio 1908    |                 |
| 10"4/5       | Reginald Walker   | Londra            | 21 luglio 1908    |                 |
| 10"4/5       | James Rector      | Londra            | 21 luglio 1908    |                 |
| 10"4/5       | Reginald Walker   | Londra            | 22 luglio 1908    |                 |
| 10"8         | David Jacobs      | Stoccolma         | 6 luglio 1912     |                 |
| 10"6         | Donald Lippincott | Stoccolma         | 6 luglio 1912     | Record mondiale |
| 10"3/5       | Harold Abrahams   | Parigi            | 6 luglio 1924     |                 |
| 10"3/5       | Harold Abrahams   | Parigi            | 7 luglio 1924     |                 |
| 10"3/5       | Harold Abrahams   | Parigi            | 7 luglio 1924     |                 |
| 10"6         | Percy Williams    | Amsterdam         | 29 luglio 1928    |                 |
| 10"6         | Robert McAllister | Amsterdam         | 30 luglio 1928    |                 |
| 10"6         | Percy Williams    | Amsterdam         | 30 luglio 1928    |                 |
| 10"6         | Willie Legg       | Amsterdam         | 30 luglio 1928    |                 |
| 10"6         | Jack London       | Amsterdam         | 30 luglio 1928    |                 |
| 10"6         | Arthur Jonath     | Los Angeles       | 31 luglio 1932    |                 |
| 10"4         | Eddie Tolan       | Los Angeles       | 31 luglio 1932    |                 |
| 10"3         | Eddie Tolan       | Los Angeles       | 1º agosto 1932    | =               |
| 10"3         | Ralph Metcalfe    | Los Angeles       | 1º agosto 1932    | =               |
| 10"3         | Jesse Owens       | Berlino           | 2 agosto 1936     |                 |
| 10"3         | Harrison Dillard  | Londra            | 31 luglio 1948    |                 |
| 10"3         | Bobby Joe Morrow  | Melbourne         | 23 novembre 1956  |                 |
| 10"3         | Ira Murchison     | Melbourne         | 23 novembre 1956  |                 |
| 10"3         | Bobby Joe Morrow  | Melbourne         | 24 novembre 1956  |                 |
| 10"2         | Armin Hary        | Roma              | 31 agosto 1960    |                 |
| 10"2         | Armin Hary        | Roma              | 1º settembre 1960 |                 |
| 10"2         | David Sime        | Roma              | 1º settembre 1960 |                 |
| 10"0 (10"06) | Bob Hayes         | Tokyo             | 15 ottobre 1964   | =               |
| 10"0 (10"10) | Hermes Ramírez    | Città del Messico | 13 ottobre 1968   | =               |
| 10"0 (10"02) | Charles Greene    | Città del Messico | 13 ottobre 1968   | =               |
| 10"0 (10"08) | Jim Hines         | Città del Messico | 14 ottobre 1968   | =               |
| 9"9 (9"95)   | Jim Hines         | Città del Messico | 14 ottobre 1968   | Record mondiale |
| 9"92         | Carl Lewis        | Seoul             | 24 settembre 1988 | Record mondiale |
| 9"84         | Donovan Bailey    | Atlanta           | 27 luglio 1996    | Record mondiale |
| 9"69         | Usain Bolt        | Pechino           | 16 agosto 2008    | Record mondiale |
| 9"63         | Usain Bolt        | Londra            | 5 agosto 2012     |                 |